# Albergo Nord
Albergo Nord (Hôtel du Nord) è un film del 1938 diretto da Marcel Carné, tratto dal romanzo Hôtel du Nord (1929) di Eugène Dabit.
Nella filmografia del regista è collocato cronologicamente tra i più noti Il porto delle nebbie (Le Quai des brumes) (1938) e Alba tragica (Le jour se lève) (1939).

## Trama
Pierre e Renée prendono una camera all'Albergo Nord, dove hanno intenzione di suicidarsi. Pierre spara a Renée ma poi non ha il coraggio di puntare l'arma contro se stesso. Edmond, ospite dello stesso albergo con la prostituta Raymonde, accorre e consiglia a Pierre di darsi alla fuga, ma questi dopo poco tempo si costituisce alla polizia.
Renée però non è morta, ma è rimasta solo ferita, e una volta dimessa dall'ospedale trova lavoro come cameriera nello stesso albergo. Ha provato a scagionare Pierre, ma la polizia non crede alla sua versione così l'uomo deve rimanere ancora in galera.
Edmond, che doveva partire con Raymonde, resta all'albergo, ormai innamorato di Renée, e la convince a partire assieme a lui confidandole che due uomini lo stanno cercando per ucciderlo.
Renée dapprima convinta, cambia di nuovo idea decisa ad attendere Pierre. Edmond, ormai solo, va incontro al suo tragico destino.

## Produzione
Le riprese si svolsero nel settembre 1938 negli studi Pathé-Cinéma, in rue Francoeur, e negli studi Paris-Studios-Cinéma di Billancourt.

## Distribuzione
La prima del film avvenne il 10 dicembre 1938 al cinema Marivaux di Parigi.

## Curiosità
L'Hotel du Nord esiste ancora attualmente, sulle rive del Canal Saint-Martin a Parigi . 

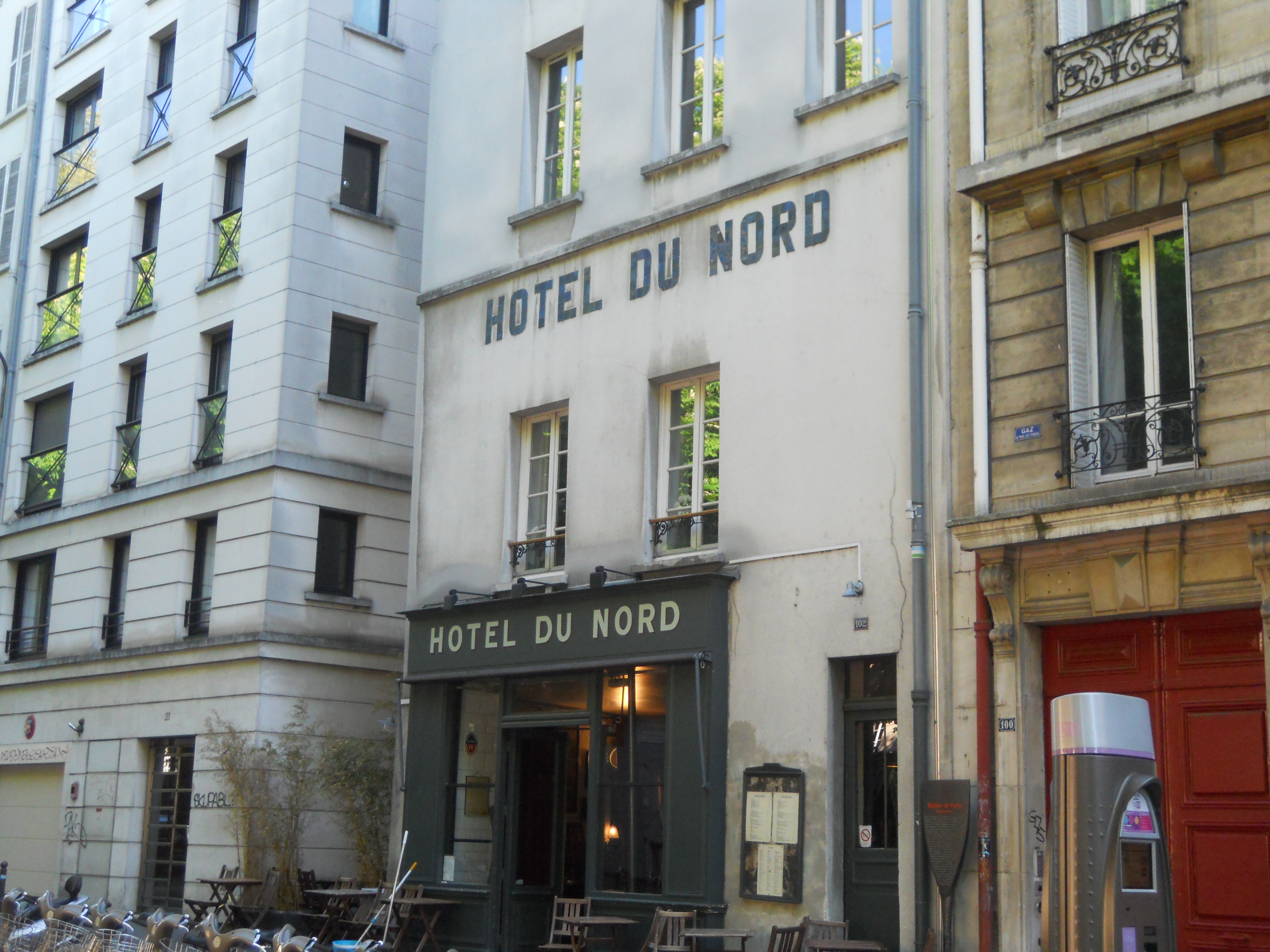
Edificio dell'Hotel du Nord (2012)